# August Becker (Autor)

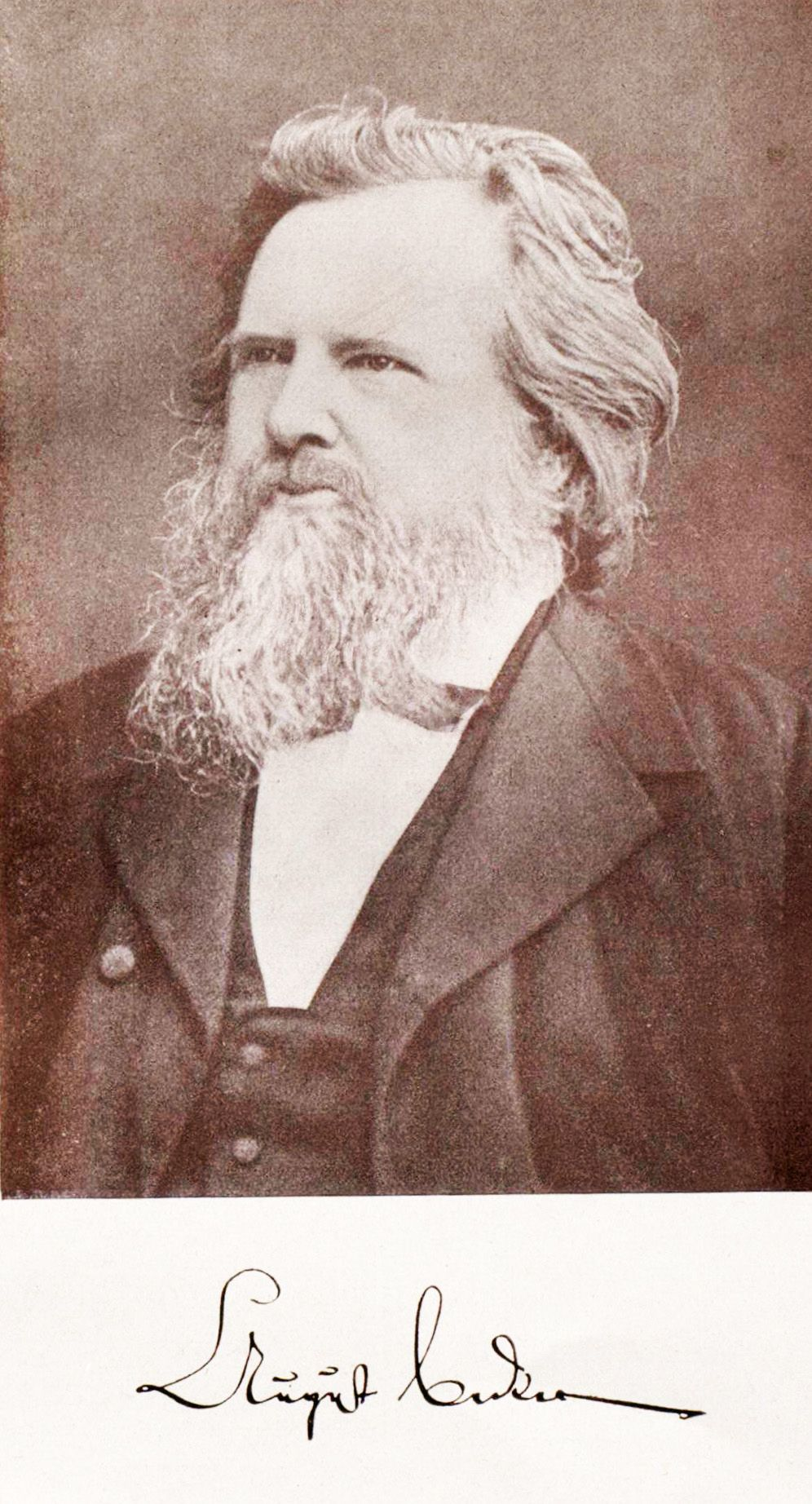
August Becker

August Becker (* 27. April 1828 in Klingenmünster; † 23. März 1891 in Eisenach) war ein deutscher Schriftsteller. Mit seinem ursprünglich als Reiseführer geplanten Buch Die Pfalz und die Pfälzer (1858) gilt er als einer der Begründer der pfälzischen Volkskunde.

## Leben

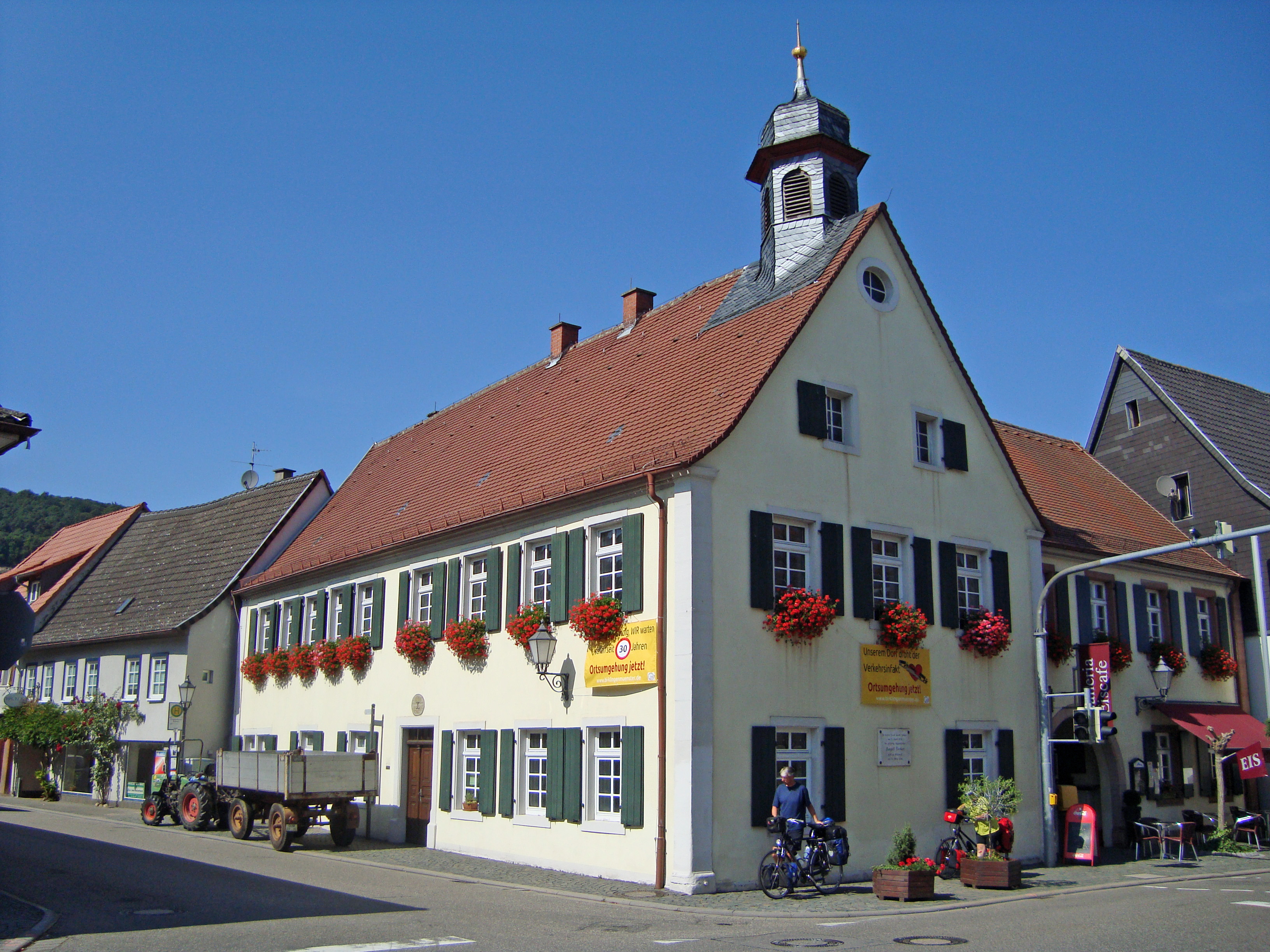
Beckers Geburtshaus in Klingenmünster, heute August-Becker-Museum

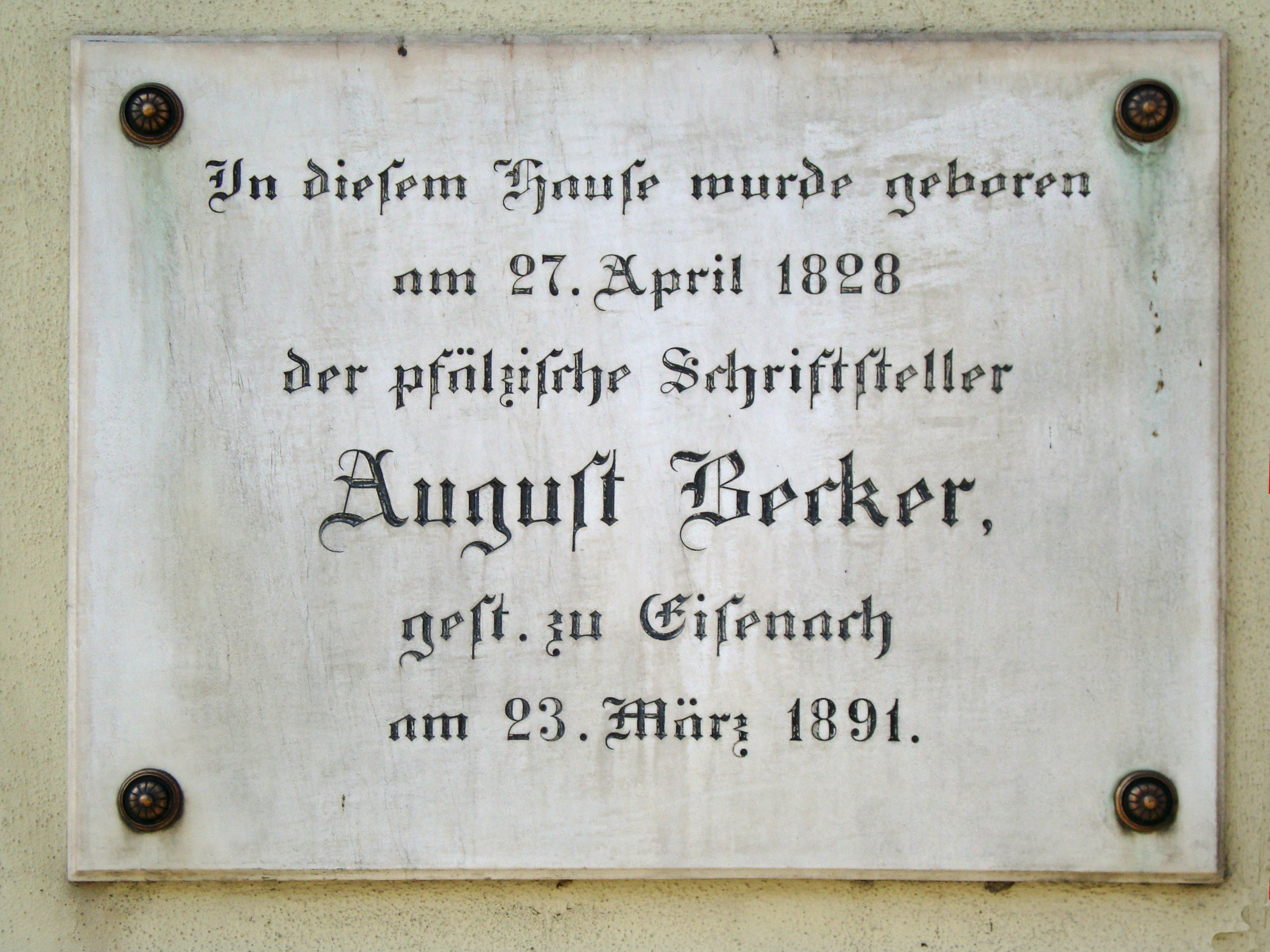
Gedenktafel am Geburtshaus

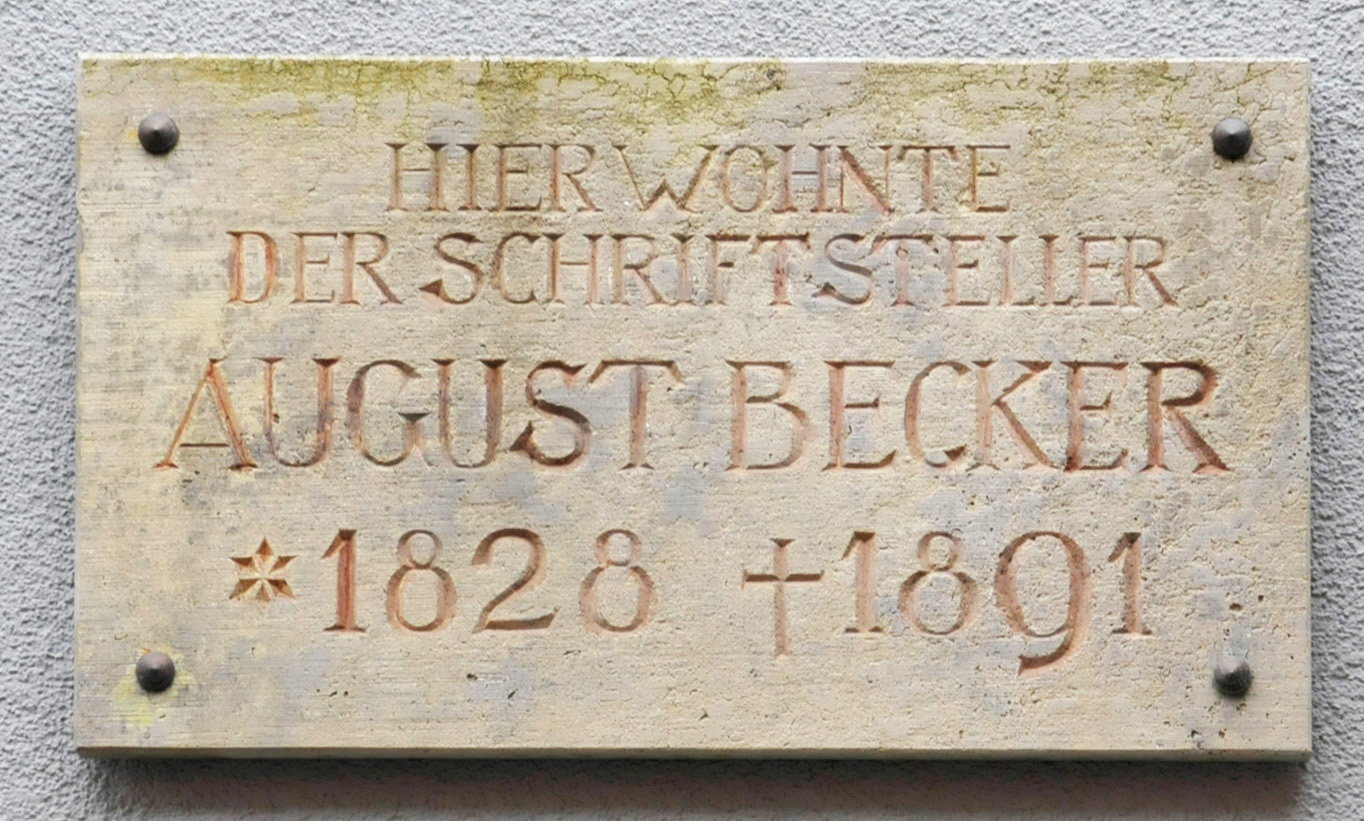
Gedenktafel am Wohnhaus Eisenach, Schmelzerstr. 18

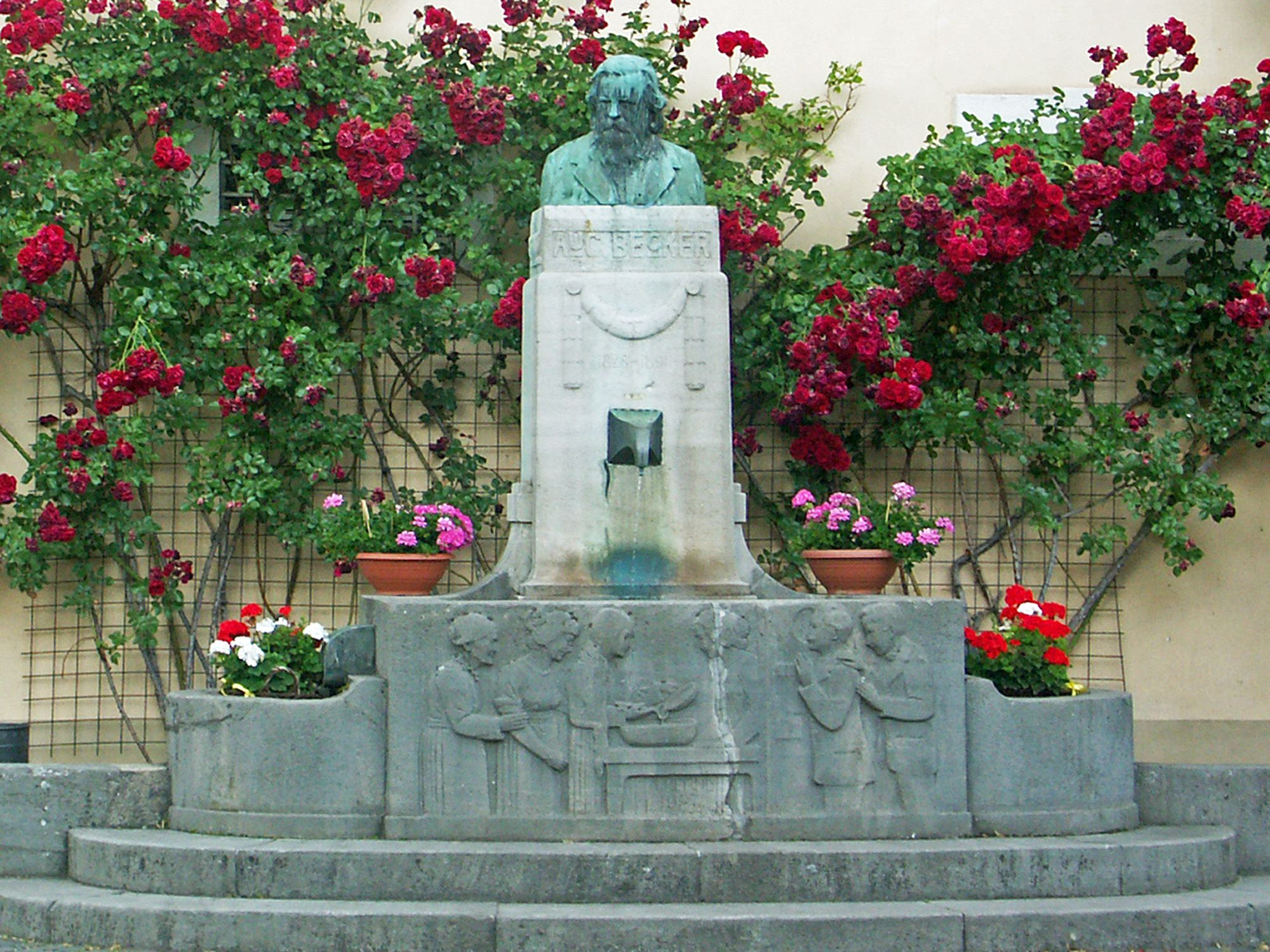
Das August-Becker-Denkmal
in Klingenmünster

August Becker wuchs in Klingenmünster auf. Nach einem Studium der Geschichte in München war er Mitarbeiter bei verschiedenen Zeitungen, unter anderem bei den Fliegenden Blättern, und von 1859 bis 1864 Redakteur der Münchner Isar-Zeitung. Im Jahre 1868 zog er nach Eisenach. Er war verheiratet mit Johanna Friedrike Luise Scheurlin (* 18. Juni 1834), einer Tochter des Dichters Georg Scheurlin. Nach seinem Tod wurde er zunächst in Eisenach bestattet, später auf Wunsch seiner Kinder exhumiert und nach Klingenmünster verbracht. Hier liegt er noch heute begraben.

## Werke

### Romane
- Jung-Friedel der Spielmann (1854, Digitalisat)
- Novellen (1856)
- Die Pfalz und die Pfälzer (topographisch-kulturhistorische Monographie; 1858)[1]
- Des Rabbi Vermächtniß (1866)
- Hedwig. Ein Roman aus dem Wasgau (1868)
- Vervehmt. Roman aus der Gegenwart  (1868)
- Das Thurmkätherlein. Roman aus dem Elsaß (1871)
- Meine Schwester (1875)
- Franz Staren (1878)
- Das alte Bild (1885)
- Die Nonnensusel (1886)
- Eine Stimme (1887)
- Der Küster von Horst (1889)
- Die graue Jette (1891)

### Erzählungen und Geschichten
- Aus Stadt und Dorf (1869)
- Der Karfunkel (1870)
- Der Nixenfischer (1872)
- Nächtliches Treiben im Wasgenwald (1878)
- Maler Schönbart (1878)
- Auf Waldwegen (1881)
- Geschichten und Märchen (1882, Digitalisat)
- Mignons Eiertanz (1882)
- Zwei Novellen (1883)
- Willi (1885, Digitalisat)
- Der Held von Guntersblum (1885)
- Vor hundert Jahren (1891)
- Das Zigeunerstoffele